# しし座ゼータ星
しし座ζ星（ししざゼータせい、ζ Leo / ζ Leonis）は、しし座の恒星で3等星。

## 特徴
珍しいF型の巨星で、中心核では水素の核融合は既に終わり、ヘリウムの核が収縮している段階である。わずか100万年前にはAまたはB型の主系列星として中心核で水素の核融合でヘリウムが作られており、また100万年後にはヘリウムの核融合が始まってK型の巨星になり、さらに100万年かけてM型の超巨星になるものと考えられている。5分離れた位置にあるしし座35番星とは見かけの二重星の関係にあり、連星ではない。

## 名称
固有名のアダフェラ (Adhafera) は、アラビア語で「髪の房」を意味する al-ḍafīra に由来する。これは元々かみのけ座の星団Mel 111のことを指していたものが、近年になって誤ってこの星の名前とされたものである。2016年7月20日、国際天文学連合の恒星の固有名に関するワーキンググループは、Adhafera をしし座ζ星の固有名として正式に承認した。